# Серия Гран-при по фигурному катанию сезона 2012/2013
«Серия Гран-при по фигурному катанию сезона 2012/2013» — это комплекс ежегодных коммерческих турниров по фигурному катанию среди лучших фигуристов планеты (по рейтингу ИСУ), которые пройдут осенью и в начале зимы 2012 года. Спортсмены на 6 этапах серии будут соревноваться в категориях мужское и женское одиночное катание, парное катание и танцы на льду. За занятые места будут присуждаться баллы от 15 (за первое) до 3 (за 8-е). Лучшие шесть спортсменов / пар выступят в финале серии.

## Участники
В серии Гран-при по фигурному катанию сезона 2012—2013 имеют право принять участие фигуристы, достигшие возраста 14 лет на 1 июля 2012 года.
Международный союз конькобежцев добавил в правила проведения серии минимальные требования к оценке, которые были установлены в размере трёх пятых от высшей оценки на чемпионате мира 2012 года. Чтобы принять участие в Гран-при сезона, фигуристы должны были заработать на турнирах до начала серии, как минимум, следующие баллы:
| Вид     | Баллы  |
| Мужчины | 159.66 |
| Женщины | 113.43 |
| Пары    | 120.90 |
| Танцы   | 109.59 |
| ------- | ------ |

## Расписание
| Турнир                          | Место проведения     | Начало          | Окончание       |
| ------------------------------- | -------------------- | --------------- | --------------- |
| Skate America 2012              | США, Кент, Вашингтон | 19 октября 2012 | 21 октября 2012 |
| Skate Canada 2012               | Канада, Уинсор       | 26 октября 2012 | 28 октября 2012 |
| Cup of China 2012               | Китай, Шанхай        | 2 ноября 2012   | 4 ноября 2012   |
| Cup of Russia 2012              | Россия, Москва       | 9 ноября 2012   | 11 ноября 2012  |
| Trophée Eric Bompard 2012       | Франция, Париж       | 16 ноября 2012  | 18 ноября 2012  |
| NHK Trophy 2012                 | Япония, Сендай       | 23 ноября 2012  | 25 ноября 2012  |
| Финал Гран-при сезона 2012—2013 | Россия, Сочи         | 6 декабря 2012  | 9 декабря 2012  |

## Баллы
За занятые на каждом этапе места спортсмены получат баллы по следующему принципу:
| Занятое место | Баллы (одиночники и одиночницы) | Баллы (спортивные пары и танцоры) |
| ------------- | ------------------------------- | --------------------------------- |
| 1 место       | 15 баллов                       | 15 баллов                         |
| 2 место       | 13 баллов                       | 13 баллов                         |
| 3 место       | 11 баллов                       | 11 баллов                         |
| 4 место       | 9 баллов                        | 9 баллов                          |
| 5 место       | 7 баллов                        | 7 баллов                          |
| 6 место       | 5 баллов                        | 5 баллов                          |
| 7 место       | 4 балла                         |                                   |
| 8 место       | 3 балла                         |                                   |

По шесть спортсменов (пар) в каждой дисциплине, набравшие наибольшее количество баллов, выйдут в финал Гран-при. При равном количестве набранных баллов, в финал проходят спортсмены, занявшие более высокое место на пьедестале.

### Набранные баллы
В Гран-при сезона 2012/2013 баллы распределились следующим образом:
| Баллы     | Мужчины                                                        | Женщины                                                             | Пары                                                                                            | Танцы                                                                                                |
| --------- | -------------------------------------------------------------- | ------------------------------------------------------------------- | ----------------------------------------------------------------------------------------------- | --- |
| 30 баллов |                                                                | Эшли Вагнер Мао Асада                                               | Татьяна Волосожар / Максим Траньков                                                             | Мэрил Дэвис / Чарли Уайт Тесса Вертью / Скотт Моир Натали Пешала / Фабьян Бурза                      |
| 28 баллов | Патрик Чан Юдзуру Ханю Такахико Кодзука                        |                                                                     | Вера Базарова / Юрий Ларионов Пан Цин / Тун Цзянь Юко Кавагути / Александр Смирнов              | |
| 26 баллов | Тацуки Матида Дайсуке Такахаси                                 | Кира Корпи Акико Судзуки                                            | Мэган Дюамель / Эрик Рэдфорд                                                                    | Екатерина Боброва / Дмитрий Соловьёв Елена Ильиных / Никита Кацалапов Анна Каппеллини / Лука Ланотте |
| 24 балла  | Хавьер Фернандес                                               | Юлия Липницкая                                                      |                                                                                                 | |
| 22 балла  |                                                                | Елизавета Туктамышева Кристина Гао                                  | Кирстен Мур-Тауэрс / Дилан Москович Кейди Денни / Джон Кафлин Стефания Бертон / Ондржей Готарек | Кэйтлин Уивер / Эндрю Поже Екатерина Рязанова / Илья Ткаченко                                        |
| 20 баллов | Джереми Эбботт Флоран Амодио                                   | Мирай Нагасу Канако Мураками                                        |                                                                                                 | Майя Шибутани / Алекс Шибутани                                                                       |
| 19 баллов |                                                                |                                                                     |                                                                                                 | |
| 18 баллов | Такахито Мура Нобунари Ода Росс Майнер Константин Меньшов      | Агнес Завадски Аделина Сотникова                                    | Ксения Столбова/ Фёдор Климов Марисса Кастелли / Симон Шнапир Пейдж Лоуренс / Руди Свайгерс     | |
| 17 баллов |                                                                | Грейси Голд                                                         |                                                                                                 | |
| 16 баллов | Михал Бржезина                                                 | Ли Циюнь                                                            | Пень Чень / Чжан Хао                                                                            | Виктория Синицина / Руслан Жиганшин Мэдисон Хаббелл / Захари Донахью                                 |
| 15 баллов | Сергей Воронов                                                 | Кэйтлин Осмонд                                                      | Алёна Савченко / Робин Шолковы                                                                  | |
| 14 баллов |                                                                |                                                                     | Ванесса Джеймс / Морган Сипре Анастасия Мартюшева / Алексей Рогонов                             | Пайпер Жиллес / Поль Пуарье Нелли Жиганшина / Александр Гажи                                         |
| 13 баллов |                                                                |                                                                     |                                                                                                 | |
| 12 баллов | Адам Риппон Ричард Дорнбуш Кевин Рейнольдс                     | Элене Гедеванишвили Маэ Беренис Мейте                               |                                                                                                 | Юлия Злобина / Алексей Ситников                                                                      |
| 11 баллов |                                                                |                                                                     |                                                                                                 | |
| 10 баллов |                                                                | Харука Имаи                                                         | Тиффани Вайс / Дон Болдуин                                                                      | |
| 9 баллов  | Бриан Жубер Джинлин Гуан                                       | Валентина Маркеи Алёна Леонова Ксения Макарова Полина Коробейникова | Алекса Цимека / Крис Книерим                                                                    | Николь Орфорд / Томас Уильямс Мэдисон Чок / Эван Бейтс Линн Криенкрайрут / Логан Джульетти-Шмитт     |
| 8 баллов  |                                                                | Амели Лакост                                                        |                                                                                                 | |
| 7 баллов  | Сун Нань                                                       |                                                                     | Дарья Попова / Бруно Массо                                                                      | Шарлин Гиньяр / Марко Фаббри Кэти Рид / Крис Рид                                                     |
| 6 баллов  | Томаш Вернер                                                   | Виктория Хельгессон                                                 |                                                                                                 | |
| 5 баллов  | Денис Тен И Вонг                                               |                                                                     | Линдси Дэвис / Марк Ладвиг Ван Вентинь / Жань Ян Гретхен Донлан / Эндрю Сперофф                 | Пенни Кумс / Николас Бакленд Ксения Монько / Кирилл Халявин Лоренца Алессандрини / Симоне Ватури     |
| 4 балла   | Артур Гачинский Армин Махбанузадэ Элайдже Блайде Шафик Бесснье | Джоши Хельгессон Елена Глебова                                      |                                                                                                 | |
| 3 балла   | Жан Буш                                                        | Дженна Маккоркелл Жань Инь                                          |                                                                                                 | |

 — отобравшиеся в финал Гран-при.

## Медалисты
| Соревнование  | Дисциплина | Золото                             | Серебро                             | Бронза                    |
| Skate America | Мужчины    | Такахико Кодзука                   | Юдзуру Ханю                         | Тацуки Матида             |
| Skate America | Женщины    | Эшли Вагнер                        | Кристина Гао                        | Аделина Сотникова         |
| Skate America | Пары       | Татьяна Волосожар/ Максим Траньков | Пан Цин/ Тун Цзянь                  | Кейди Денни/ Джон Кафлин  |
| Skate America | Танцы      | Мэрил Дэвис/ Чарли Уайт            | Екатерина Боброва/ Дмитрий Соловьёв | Кэйтлин Уивер/ Эндрю Поже |

| Соревнование               | Дисциплина | Золото                        | Серебро                       | Бронза                            |
| Skate Canada International | Мужчины    | Хавьер Фернандес              | Патрик Чан                    | Нобунари Ода                      |
| Skate Canada International | Женщины    | Кэйтлин Осмонд                | Акико Судзуки                 | Канако Мураками                   |
| Skate Canada International | Пары       | Алёна Савченко/ Робин Шолковы | Мэган Дюамель/ Эрик Рэдфорд   | Стефания Бертон/ Ондржей Готарек  |
| Skate Canada International | Танцы      | Тесса Вертью/ Скотт Моир      | Анна Каппеллини/ Лука Ланотте | Екатерина Рязанова/ Илья Ткаченко |

| Соревнование | Дисциплина | Золото                      | Серебро                             | Бронза                        |
| Cup of China | Мужчины    | Тацуки Матида               | Дайсуке Такахаси                    | Сергей Воронов                |
| Cup of China | Женщины    | Мао Асада                   | Юлия Липницкая                      | Кира Корпи                    |
| Cup of China | Пары       | Пан Цин/ Тун Цзянь          | Юко Кавагути/ Александр Смирнов     | Ксения Столбова/ Фёдор Климов |
| Cup of China | Танцы      | Натали Пешала/ Фабьян Бурза | Екатерина Боброва/ Дмитрий Соловьёв | Кэйтлин Уивер/ Эндрю Поже     |

| Соревнование  | Дисциплина | Золото                             | Серебро                         | Бронза                             |
| Cup of Russia | Мужчины    | Патрик Чан                         | Такахико Кодзука                | Михал Бржезина                     |
| Cup of Russia | Женщины    | Кира Корпи                         | Грейси Голд                     | Агнес Завадски                     |
| Cup of Russia | Пары       | Татьяна Волосожар/ Максим Траньков | Вера Базарова/ Юрий Ларионов    | Кейди Денни/ Джон Кафлин           |
| Cup of Russia | Танцы      | Тесса Вертью/ Скотт Моир           | Елена Ильиных/ Никита Кацалапов | Виктория Синицина/ Руслан Жиганшин |

| Соревнование         | Дисциплина | Золото                          | Серебро                        | Бронза                             |
| Trophée Eric Bompard | Мужчины    | Такахито Мура                   | Джереми Эбботт                 | Флоран Амодио                      |
| Trophée Eric Bompard | Женщины    | Эшли Вагнер                     | Елизавета Туктамышева          | Юлия Липницкая                     |
| Trophée Eric Bompard | Пары       | Юко Кавагути/ Александр Смирнов | Мэган Дюамель/ Эрик Рэдфорд    | Стефания Бертон/ Ондржей Готарек   |
| Trophée Eric Bompard | Танцы      | Натали Пешала/ Фабьян Бурза     | Анна Каппеллини / Лука Ланотте | Екатерина Рязанова / Илья Ткаченко |

| Соревнование | Дисциплина | Золото                       | Серебро                            | Бронза                         |
| NHK Trophy   | Мужчины    | Юдзуру Ханю                  | Дайсуке Такахаси                   | Росс Майнер                    |
| NHK Trophy   | Женщины    | Мао Асада                    | Акико Судзуки                      | Мирай Нагасу                   |
| NHK Trophy   | Пары       | Вера Базарова/ Юрий Ларионов | Кирстен Мур-Тауэрс/ Дилан Москович | Марисса Кастелли/ Симон Шнапир |
| NHK Trophy   | Танцы      | Мэрил Дэвис/ Чарли Уайт      | Елена Ильиных/ Никита Кацалапов    | Майя Шибутани/ Алекс Шибутани  |

| Соревнование | Дисциплина | Золото                             | Серебро                      | Бронза                      |
| ФИНАЛ        | Мужчины    | Дайсуке Такахаси                   | Юдзуру Ханю                  | Патрик Чан                  |
| ФИНАЛ        | Женщины    | Мао Асада                          | Эшли Вагнер                  | Акико Судзуки               |
| ФИНАЛ        | Пары       | Татьяна Волосожар/ Максим Траньков | Вера Базарова/ Юрий Ларионов | Пан Цин/ Тун Цзянь          |
| ФИНАЛ        | Танцы      | Мэрил Дэвис/ Чарли Уайт            | Тесса Вертью/ Скотт Моир     | Натали Пешала/ Фабьян Бурза |

## Призовой фонд
За занятые на этапах серии Гран-при места, спортсмены получат следующие денежные призы:
| Место | Призовые   |
| ----- | ---------- |
| 1     | US $18,000 |
| 2     | US $13,000 |
| 3     | US $9,000  |
| 4     | US $3,000  |
| 5     | US $2,000  |